# Конституция Эквадора (2008)
Конституция Эквадора является высшим законом Эквадора. Действующая Конституция, принятая в 2008 году, является 20-й конституцией страны.
После своего избрания президентом Эквадора Рафаэль Корреа призвал к референдуму о создании Учредительного собрания для написания новой конституции страны. Собрание впервые было созвано 29 ноября 2007 года в Монте-Кристи, и ему было дано шесть месяцев на написание новой конституции. В конце июля 2008 года Национальный совет страны принял проект конституции, состоящий из 494 статей.
Конституция была одобрена избирателями на конституционном референдуме в сентябре 2008 года: в поддержку проекта высказались 63,93 % голосовавших, против — 28,10 %.